# Cruzeiro novo
El cruzeiro novo fue la moneda de Brasil desde el 13 de febrero de 1967 hasta el 15 de mayo de 1970, fecha en la cual fue sustituido por el cruzeiro.

## Historia
El Decreto-ley n.º 1, del 13 de noviembre de 1965 (D.O.U. del 17 de noviembre de 1965) y su reglamento por Decreto n.º 60190, del 8 de febrero de 1967 (D.O.U. del 9 de febrero de 1967) instituyó el cruzeiro novo como unidad monetaria transitoria, equivalente a 1000 cruzeiros antiguos, restableciendo como unidad divisionaria el centavo. El Consejo Monetario Nacional por la Resolución n.º 47, del 8 de febrero de 1967, estableció la fecha de 13 de febrero de 1967para el inicio de la vigencia del nuevo patrón.
- Datos: Q44904
- Multimedia: Brazilian cruzeiro novo / Q44904